# Vanløse IF
Maillots
Le Vanløse IF est un club danois de football basé à Copenhague.

## Historique
- 1921 : fondation du club
- 1974 : 1re participation à une Coupe d'Europe (C2, saison 1974-1975)

## Palmarès
- Coupe du Danemark
  - Vainqueur : 1974

- Championnat du Danemark de deuxième division
  - Champion : 1974